# Rob Fusari
Rob Fusari er en pladeproducer og sangskriver, der formentlig er bedst kendt for sit arbejde med den amerikanske musiker, Lady Gaga.